# リビタ
株式会社リビタ（ReBITA Inc.）は、リノベーションリフォーム事業促販を行う不動産会社。

## 概説
リノベーションリフォーム事業を行っている。主な実績として、リノア都賀、桜アパートメント、リノア湘南辻堂、シェアプレイス蒲田、エル・ステージ調布などがある。
当初は、東京電力が96%の株式を保有する子会社であった。2011年の福島第一原子力発電所事故の損害賠償のため、親会社であった東京電力が株式96%のうち91%を京王電鉄に売却し、同社の子会社となった。

## 沿革
- 2005年5月 - 株式会社リビタ設立
- 2011年12月26日 - 東京電力が株式の96%を京王電鉄に売却する契約締結。
- 2012年1月 - 契約に従った株式譲渡により、京王電鉄が子会社化[3]。
- 2014年6月 - 横浜みなとみらいの造船ドック跡地「横浜ランドマークタワー ドックヤードガーデン（国重要文化財）」にBUKATSUDOをオープン[4]。
- 2017年3月 - 築28年のオフィスビルをリノベーションしたホテル「LYURO 東京清澄」がオープン[5]。

## 主な施設
住宅
- リノア都賀
- 桜アパートメント
- リノア湘南辻堂
- シェアプレイス蒲田
- エル・ステージ調布

ホテル
- HakoBA（北海道・函館）
- HATCHi（石川・金沢）
- LYURO（東京）
- RAKURO（京都）
- KIRO（広島）

シェアスペース
- BUKATSUDO（神奈川・横浜）
- the C（東京・神田）
- THE SHARE（東京・神宮前）
- Plan T（東京・日野）